# 190

190(백구십)은 189보다 크고 191보다 작은 자연수다.

## 수학
- 합성수로, 그 약수는 1, 2, 5, 10, 19, 38, 95, 190이다. 진약수의 합은 170이므로, 190은 부족수다.
- 18번째 쐐기수다. 앞의 쐐기수는 186, 다음 쐐기수는 195다.
- 19번째 삼각수다. 앞의 삼각수는 171, 다음 삼각수는 210이다.
- {\displaystyle 190=3^{2}+9^{2}+10^{2}}
  - 서로 다른 세 자연수의 제곱합으로 나타낼 수 있는 수다.
- {\displaystyle 190=4^{2}+5^{2}+6^{2}+7^{2}+8^{2}}
  - 연속하는 자연수 5개의 제곱합으로 나타낼 수 있는 수다. 이 성질을 지닌 앞의 수는 135, 다음 수는 255다.
- {\displaystyle 39^{2}-1}은 190으로 나누어떨어진다.

## 과학
- NGC 190: 물고기자리에 위치한 상호작용은하.

## 교통
- 일본 190번 국도: 야마구치현 야마구치시에서 산요오노다시까지 이어지는 일본의 국도.
- 현도 제190호선

## 군사
- U-190(영어판, 독일어판): 제2차 세계 대전에 사용된 나치 독일의 군용 잠수함.

## 문화유산
- 대한민국의 국보 제190호: 천마총 금제 허리띠
- 대한민국의 보물 제190호: 원주 거돈사지 원공국사탑
- 대한민국의 사적 제190호: 경주 전 민애왕릉

## 방송
- 스카이라이프의 다문화TV 채널 번호.
- 지니 TV의 SPOTV 프라임 채널 번호.
- U+ TV의 i 플레이 채널 번호.
- B tv 케이블의 한국경제TV 채널 번호.

## 기타
- 연도: 190년, 기원전 190년
- 190년대
- 한국십진분류법에서 윤리학 및 도덕철학에 관한 책들이 분류되는 번호.